# ماکریس کارنیرو
ماکریس کارنیرو (پرتغالی: Macris Carneiro؛ زادهٔ ۳ مارس ۱۹۸۹) بازیکن والیبال اهل برزیل است.